# Polizeiruf 110: Es ist nicht immer Sonnenschein
Es ist nicht immer Sonnenschein ist ein deutscher Kriminalfilm von Manfred Mosblech aus dem Jahr 1983. Der Fernsehfilm erschien als 84. Folge der Filmreihe Polizeiruf 110.

## Handlung
Die Halbstarken Fetzer, Ghandi und Ali verbringen ihre Freizeit mit ihren Mopeds im Park. Ali arbeitet in einer Kohlenhandlung, sein Vater ist Alkoholiker. Ghandi wächst bei seiner Mutter auf, ist eigentlich intelligent, hat die Schule aber aus Faulheit abgebrochen und verdient sich sein Geld nun als Maler. Fetzer wiederum wächst in einem autoritären Elternhaus auf und rebelliert gegen die Regeln und Verbote der Eltern. Als Fetzer auf seinem Moped nach Hause fährt, wird er von Rentner Paul Weber angehalten und beschimpft, er habe im Park doch nicht Moped zu fahren. Fetzer fährt zurück und holt sich Ali und Ghandi als Verstärkung dazu. Sie umkreisen Paul Weber mit ihren Mopeds so lange, bis der Rentner einen Zusammenbruch erleidet und reglos liegenbleibt. Die drei Jugendlichen fliehen, wobei Ghandi unterwegs den Rettungswagen alarmiert.
Hauptmann Peter Fuchs und Oberleutnant Jürgen Hübner feiern gerade den Abschied von Leutnant Vera Arndt, die sich aus dem aktiven Polizeileben zurückzieht und zukünftig als Dozentin an einer Polizeihochschule arbeiten wird. Mitten in die Abschiedsfeier, bei der sich auch Vera Arndts Nachfolger Oberleutnant Lutz Zimmermann vorstellt, kommt der Anruf wegen der Vorfälle im Park. Zusammen mit Lutz Zimmermann geht Vera Arndt an die Klärung ihres letzten Falls.
Im Park geben die Zeugen einige vage Täterbeschreibungen. Ein Junge berichtet den Ermittlern, dass einer der drei Männer Malerkleidung trug und von den anderen „Ghandi“ gerufen wurde. Der Sohn des ABV gibt Vera Arndt den Hinweis, dass Ghandi in Wirklichkeit Günter Kern heißt. Über den Namen sowie die weiteren Anhaltspunkte – er ist Maler und besitzt ein Moped – findet Vera Arndt bald den gesuchten Täter. Zu Hause trifft sie jedoch nur seine Mutter an, die nicht glauben kann, dass ihr Sohn ein Rowdy ist.
Ghandi ist unterdessen mit Ali und Fetzer weiterhin auf Tour. Er hat ein schlechtes Gewissen, doch hält Fetzer ihn bei der Gruppe, sei er doch wie sie beide ebenfalls schuldig. Erst als Fetzer sagt, er habe im Krankenhaus angerufen und dem Rentner gehe es gut, legt Ghandi seine Sorgen ab. Die Gruppe randaliert in einem Zug. Wenig später werfen Fetzer und Ali – ohne Ghandi – die Scheiben in einem Jugendclub ein, als es vor dem Gebäude zu Unmut kommt, weil der Einlasser viele der Gäste vor der Tür abweist.
Lutz Zimmermann kann unterdessen durch einen Jugendlichen den richtigen Namen von Ali ausfindig machen, während Vera Arndt Fetzers Namen erfährt. Die drei Jugendlichen haben sich in der Zwischenzeit in einer Bar mit dem Personal angelegt und sind hinausgeworfen worden. Aus Wut demolieren sie den PKW des Barbesitzers. Mit Monika, Gabi und Astrid begeben sie sich zum Haus von Fetzers Großmutter, die gerade im Urlaub ist. Sie feiern eine Party, an deren Ende sich Gabi gegen eine versuchte Vergewaltigung durch Fetzer wehren muss. Erst jetzt erkennt Ghandi, dass Fetzer ein Verbrecher ist. Mit Monika, die eigentlich mit Fetzer zusammen war, geht er zur Polizei und stellt sich. Fetzer und Ali werden wenig später verhaftet.
Vera Arndt wird, mit ihren Abschiedsgeschenken beladen, von Peter Fuchs nach Hause gefahren.

## Produktion
Es ist nicht immer Sonnenschein wurde vom 20. April bis 13. Juni 1982 unter dem Arbeitstitel Mitten auf der Straße in Berlin gedreht. Die Kostüme des Films schuf Doris Haußmann, die Filmbauten stammen von Andreas Mücke. Der Film erlebte am 17. April 1983 im 1. Programm des Fernsehens der DDR seine Premiere. Die Zuschauerbeteiligung lag bei 51 Prozent.
Es war die 84. Folge der Filmreihe Polizeiruf 110. Hauptmann Peter Fuchs ermittelte in seinem 52. Fall, Oberleutnant Jürgen Hübner ist in seinem 40. Fall in einer Nebenrolle zu sehen. Leutnant Vera Arndt, die seit der ersten Folge der Reihe 1971 im Polizeiruf auftrat, ist in ihrem 47. und letzten Fall zu sehen. Bereits im Fall Schuldig hatte sie ihre Frustration über das Leben als Polizistin deutlich gemacht. Vera-Arndt-Darstellerin Sigrid Göhler war anschließend nur noch 2001 in der Jubiläumsfolge Kurschatten in einer Polizeiruf-Nebenrolle zu sehen. Als ihr Nachfolger tritt zum ersten Mal Oberleutnant Lutz Zimmermann auf. Zimmermann-Darsteller Lutz Riemann war zuvor bereits in der 1982 erschienenen Folge Im Tal einmalig als Oberleutnant Karl-Heinz Schlenker zu sehen gewesen.
Die Gruppe Filosof ist im Film als Band zu sehen. Zudem wird der Titel Gewitterregen der Gruppe Karat gespielt.